# Port Gamble
Port Gamble es un área no incorporada ubicada en el condado de Kitsap en el estado estadounidense de Washington.

## Geografía
Port Gamble se encuentra ubicado en las coordenadas 47°51′15″N 122°35′2″O / 47.85417, -122.58389.